# Jezioro Nadroskie
Jezioro Nadroskie – jezioro w woj. kujawsko-pomorskim, w powiecie rypińskim, w gminie Rogowo, leżące na terenie Pojezierza Dobrzyńskiego. Jezioro polodowcowe, rynnowe z urozmaiconą linią brzegową.
Na zachodnim brzegu jeziora znajduje się ośrodek wczasowy. Według kryterium rybackiego uznawane jest jako jezioro leszczowe. Oprócz leszcza w wodach jeziora występuje węgorz, szczupak, płoć, sum, wzdręga i karp. Wśród roślinności nawodnej porastającej 90% linii brzegowej przeważa trzcina pospolita, pałka wąskolistna, pałka szerokolistna i tatarak. Z roślinności zanurzonej spotykana jest moczarka kanadyjska, grzybień biały, rdestnica i rogatek sztywny.

## Dane morfometryczne
Powierzchnia zwierciadła wody wynosi 30,5 ha. Zwierciadło wody położone jest na wysokości 111,5 m n.p.m. Średnia głębokość jeziora wynosi 6,6 m, natomiast głębokość maksymalna 21,2  m. 
W oparciu o badania przeprowadzone w 2003 roku wody jeziora zaliczono do III klasy czystości i II kategorii podatności na degradację.

## Hydronimia
Według urzędowego spisu opracowanego przez Komisję Nazw Miejscowości i Obiektów Fizjograficznych (KNMiOF) nazwa tego jeziora to Jezioro Nadroskie. Występuje ono również pod nazwą Sitnica i Huta.